# Côte des Pirates
La côte des Pirates est un ancien toponyme désignant le littoral du golfe Persique des futurs Émirats arabes unis pendant la période de la colonisation britannique au Moyen-Orient. Une fois la région pacifiée et passée sous protectorat britannique, elle fut appelée États de la Trêve.